# Chris Tolos
Chris Tolos (5 de diciembre de 1929 - 13 de agosto de 2005) fue un luchador profesional canadiense que trabajó para diversas promociones incluyendo World Wide Wrestling Federation y American Wrestling Association.        
Entre su logros destacan haber conseguido una vez el Campeonato en Parejas de los Estados Unidos de la WWWF.

## Biografía
Chris nació el 5 de diciembre de 1929, es el mayor de 5 hermanos; Chris, Nicolaos, Evangelia, John y Maria. Todos fueron unos atletas naturales, jugaban al fútbol, hockey, y aprendieron la lucha libre aficionada, Chris hizo su debut en la lucha libre profesional alrededor de 1951. Vivió gran parte de su vida en Hamilton cuidando a su madre, que falleció en el año 2001 con 101 años, y a una de sus hermanas discapacitada. 
Chris murió de cáncer el viernes 13 de agosto de 2005, con 75 años. Su hermano John y su hermana Maria le sobrevivieron. Un árbol fue plantado en el cementerio de Woodland, en memoria de Chris.

## Carrera
Chris debutó como heel, sus pérdidas en las luchas preliminares causaron la burla de Johnny Barend, Sandor Kovacs y Don Beitelman (Curtis), con los cuales tendría muchas luchas a lo largo de los años.
Junto con su hermano, John Tolos hicieron pareja en la lucha libre profesional, celebrando muchos títulos en parejas, incluido el WWWF United States Tag Team Championship y el NWA Tag Team Championship en Florida y Detroit en el mismo año, y muchos otros más. Su estilo de lucha se basaba en el compañerismo y en apoyo del uno al otro.
Chris se quedó luchando cerca de su casa, muy dedicado a su hermana con discapacidad, perimitiendo que su hermano se destacara peleando en single y haciendo famoso más aún en la ciudad de Los Ángeles, con su épica pelea contra Freddie Blassie.

## Campeonatos y logros
- American Wrestling Association
  - AWA Midwest Tag Team Championship (1 vez) con Stan Pulaski
- Championship Wrestling From Florida
  - NWA World Tag Team Championship (Florida)  (1 vez) con John Tolos
- Maple Leaf Wrestling
  - NWA International Tag Team Championship (Toronto) (3 veces) con John Tolos
- NWA All-Star Wrestling
  - NWA Canadian Tag Team Championship (Vancouver version) (2 veces) con John Tolos
  - NWA World Tag Team Championship (Vancouver version) (2 veces) con John Tolos
- NWA Detroit
  - NWA World Tag Team Championship (Detroit version) (1 vez) con John Tolos
- Professional Wrestling Hall of Fame and Museum
  - Clase 2007 (Con John Tolos)
- Stampede Wrestling
  - NWA International Tag Team Championship (Calgary version) (1 vez) con John Tolos
- Word Wide Wrestling Federation
  - WWWF United States Tag Team Championship (1 vez) con John Tolos